# Asin (groupe)
 (décembre 2016).
Si vous disposez d'ouvrages ou d'articles de référence ou si vous connaissez des sites web de qualité traitant du thème abordé ici, merci de compléter l'article en donnant les références utiles à sa vérifiabilité et en les liant à la section « Notes et références ».
Pour les articles homonymes, voir Asin.
Asin (parfois écrit ASIN, en lettres capitales) est un groupe de folk rock et Pinoy rock originaire des Philippines.

## Histoire
Le groupe s'est formé durant les années 1970 et ont, dans un premier temps, appelé leur groupe Salt of the Earth comme une chanson de John Baez, mais plus tard ils ont philippinisé leur nom en "Asin", qui signifie en tagalog, sel.